# Willerzie
Willerzie is een dorpje in de Belgische provincie Namen en een deelgemeente van Gedinne. Het telt ruim 300 inwoners en is het meest westelijk dorp van de gemeente gelegen bij het begin van een dicht bebost gebied, dat zich verder naar het westen tot in Frankrijk uitstrekt. Tot 1 januari 1977 was het een zelfstandige gemeente. 

## Demografische ontwikkeling
- Bronnen:NIS, Opm:1831 tot en met 1970=volkstellingen, 1976= inwoneraantal op 31 december

## Bezienswaardigheden
Op het grondgebied van Willerzie, bevindt zich Croix-Scaille, het hoogste punt van de provincie Namen. Dicht bij deze plek werd de Tour du Millénaire uitkijktoren opgericht.
Enkele bezienswaardigheden in de regio zijn: de Grotten van Han, het Euro Space Center, de citadel van Dinant, het kasteel en de tuinen van Freyr-sur Meuse.

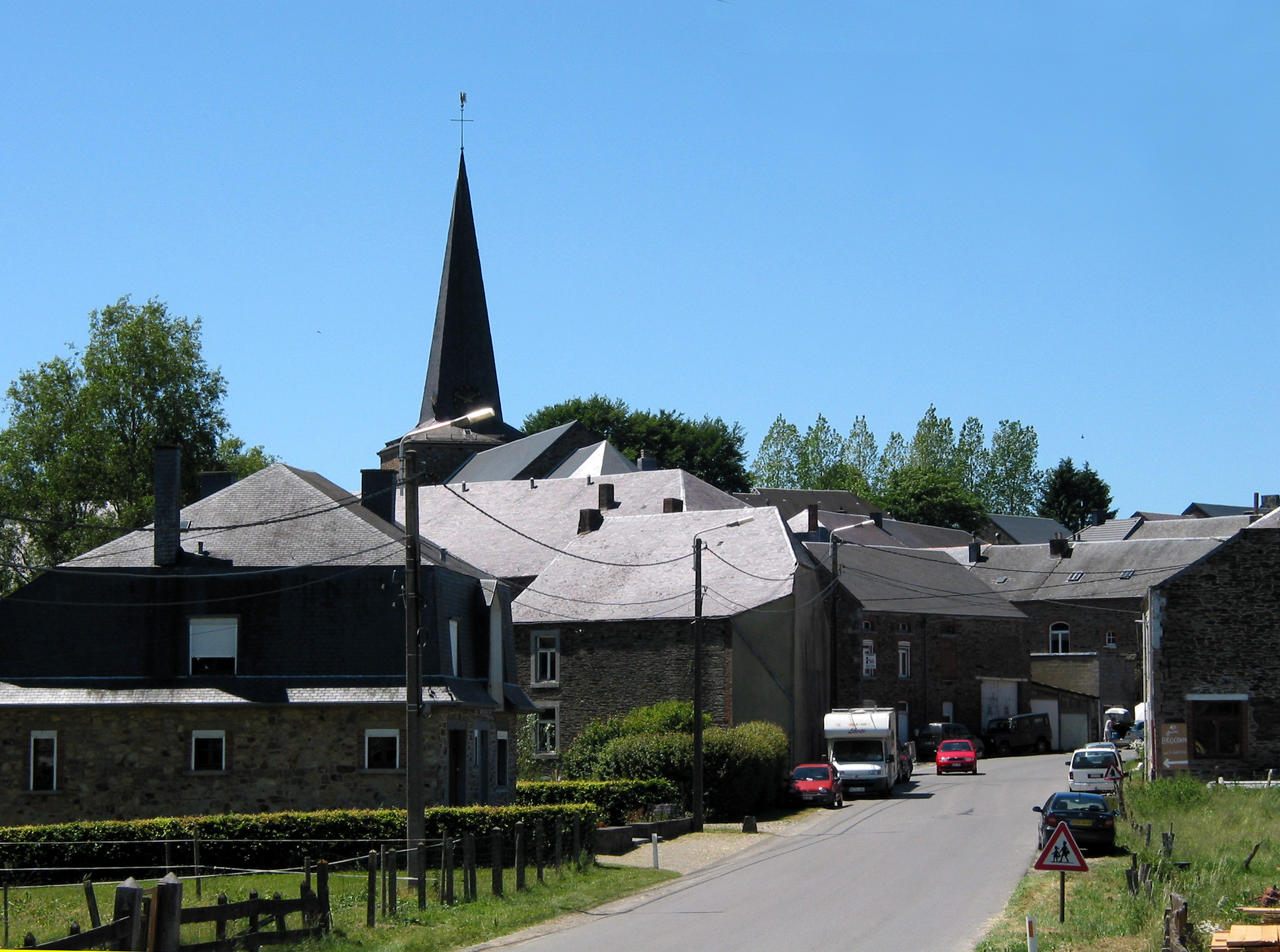
Dorpscentrum, Rue de Coubry en Église Saint-Pierre